# 中国驻刚果民主共和国大使馆
中华人民共和国驻刚果民主共和国大使馆（法語：Ambassade de la République populaire de Chine en République démocratique du Congo），简称中国驻刚果民主共和国大使馆，是中华人民共和国驻刚果民主共和国的外交代表机构，位于贡贝区飞行员大道447号（447 Avenue des Aviateurs, Gombe）。